# Episodi di Kung Fu: la leggenda continua (terza stagione)
La terza stagione della serie televisiva Kung Fu: la leggenda continua è stata trasmessa in anteprima negli Stati Uniti d'America in syndication tra il 23 gennaio 1995 e il 27 novembre 1995.
| nº | Titolo originale                                        | Titolo italiano | Prima TV USA     | Prima TV Italia |
| -- | ------------------------------------------------------- | --------------- | ---------------- | --------------- |
| 1  | Rite of Passage                                         |                 | 23 gennaio 1995  |                 |
| 2  | Plague                                                  |                 | 30 gennaio 1995  |                 |
| 3  | May I Walk with You                                     |                 | 6 febbraio 1995  |                 |
| 4  | The Return of Sing Ling                                 |                 | 13 febbraio 1995 |                 |
| 5  | Manhunt                                                 |                 | 20 febbraio 1995 |                 |
| 6  | Gunfighters                                             |                 | 27 febbraio 1995 |                 |
| 7  | Chinatown Murder Mystery: The Case of the Poisoned Hand |                 | 24 aprile 1995   |                 |
| 8  | Target                                                  |                 | 1º maggio 1995   |                 |
| 9  | Citizen Caine                                           |                 | 8 maggio 1995    |                 |
| 10 | Quake!                                                  |                 | 15 maggio 1995   |                 |
| 11 | Goodbye Mr. Caine                                       |                 | 22 maggio 1995   |                 |
| 12 | The Sacred Chalice of I-Ching                           |                 | 3 luglio 1995    |                 |
| 13 | Eye Witness                                             |                 | 24 luglio 1995   |                 |
| 14 | Demons                                                  |                 | 2 ottobre 1995   |                 |
| 15 | Deadly Fashion                                          |                 | 9 ottobre 1995   |                 |
| 16 | Cruise Missiles                                         |                 | 16 ottobre 1995  |                 |
| 17 | The Promise                                             |                 | 23 ottobre 1995  |                 |
| 18 | Flying Fists of Fury II: Masters of Illusion            |                 | 30 ottobre 1995  |                 |
| 19 | Banker's Hours                                          |                 | 6 novembre 1995  |                 |
| 20 | Kung Fu Blues                                           |                 | 13 novembre 1995 |                 |
| 21 | Brotherhood of the Bell                                 |                 | 20 novembre 1995 |                 |
| 22 | Destiny                                                 |                 | 27 novembre 1995 |                 |